# Fyllo
Fyllo (Grieks: Φύλλο) is een dorp in de gemeente Palamas, Karditsa, Thessalië, Griekenland.  Het dorp had in 2011 678 inwoners. Voor de herindeling van 2011, toen Fyllo nog een zelfstandige gemeente was, zetelde deze in Itea. De naam Fyllo is afgeleid van de naam van de oude stad Phyllos.